# Mòng biển đầu đen
Chroicocephalus ridibundus là một loài chim trong họ Laridae.
Loài này sinh sản ở phần lớn châu Âu và châu Á, và cũng ở ven biển phía đông Canada. Hầu hết các quần thể di cư, trú đông xa xuống phía Nam, nhưng một số quần thể định cư tại các khu vực phía tây ôn hoà hơn của châu Âu. Một số quần thể mòng biển đầu đen sống suốt mùa đông ở đông bắc Bắc Mỹ.

## Hình ảnh

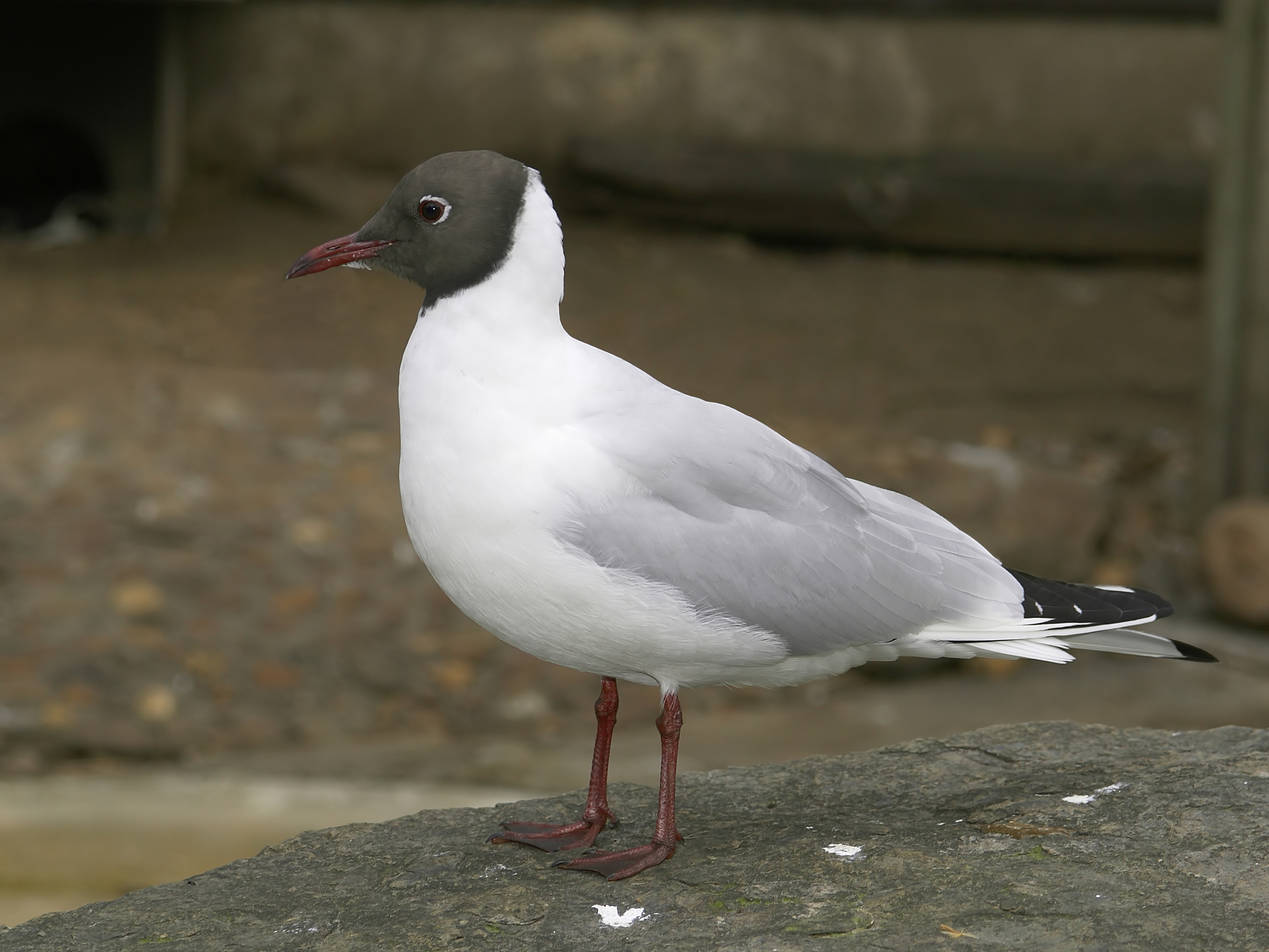
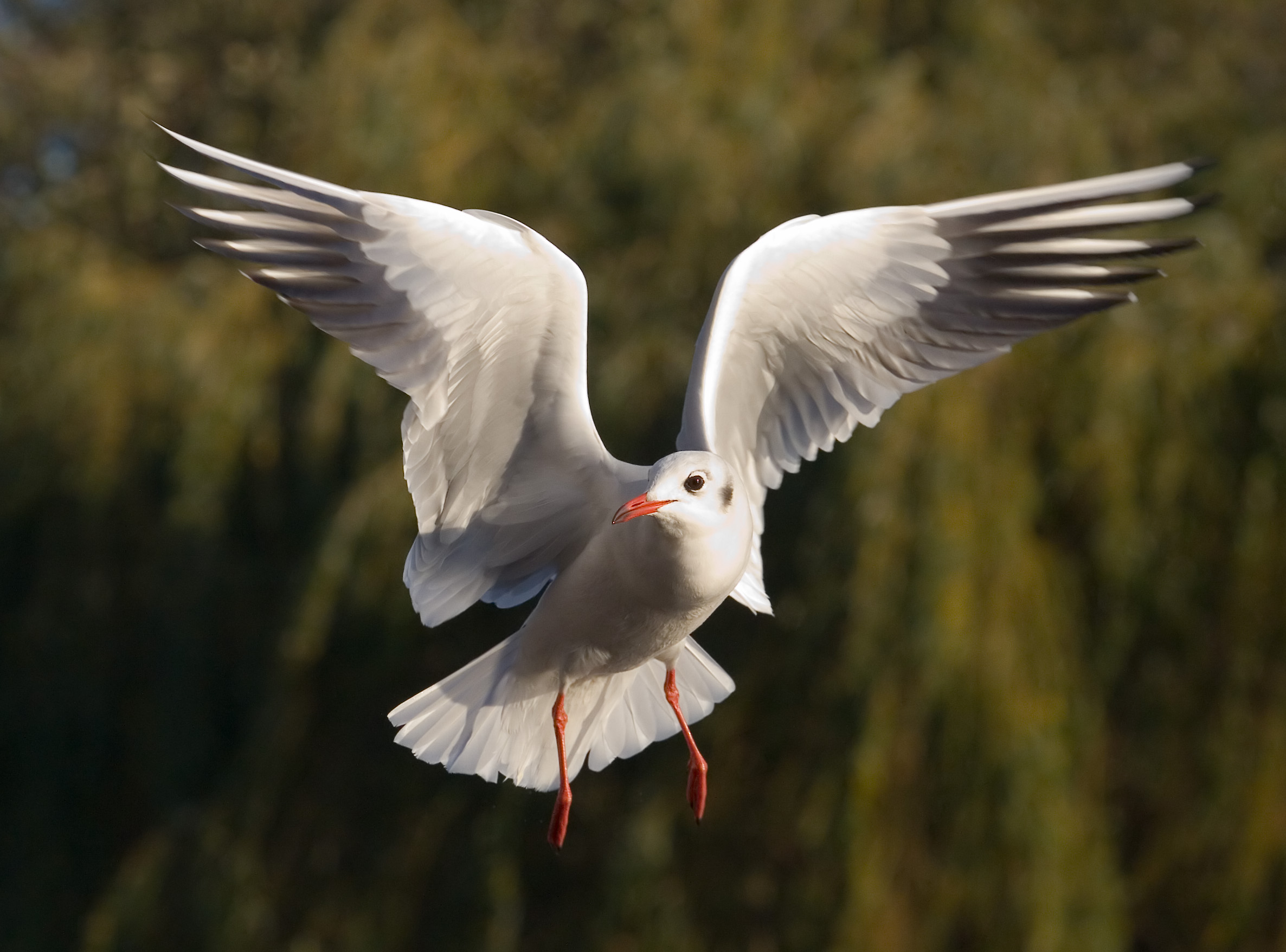
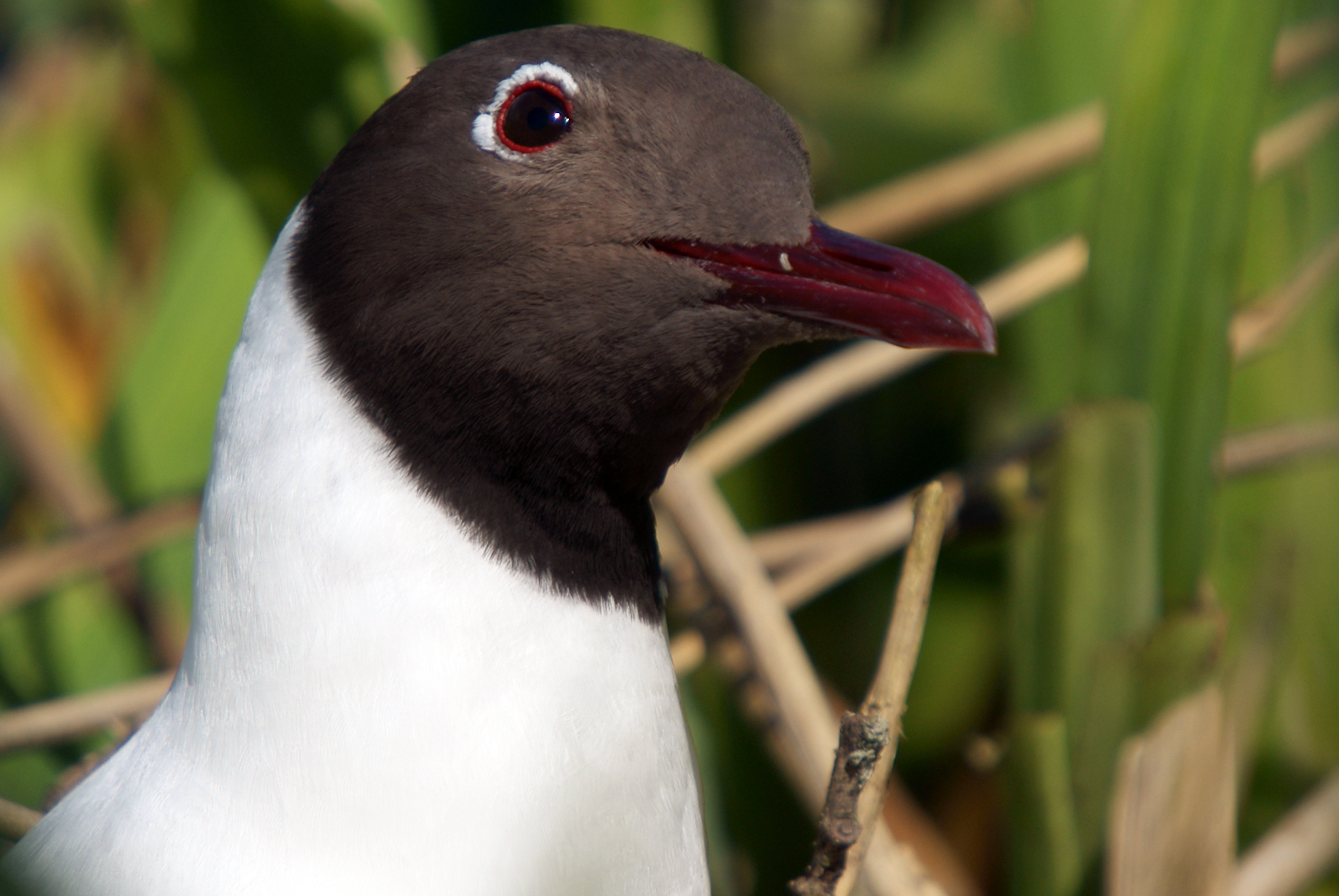
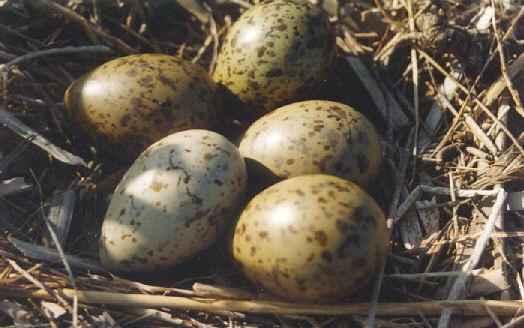
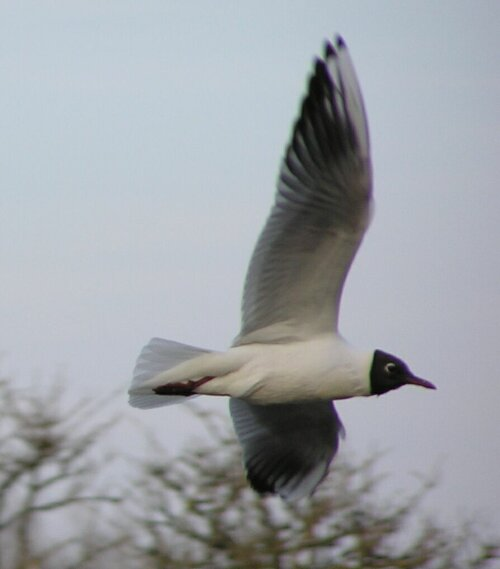